# Zeinab Suma Jammeh
Zeinab Suma Jammeh, née le 5 octobre 1977, est la seconde épouse de l'ancien président de la Gambie, Yahya Jammeh. Elle a été la Première dame de la Gambie du 1999 au 21 janvier 2017.

## Biographie

### Origines, formation et débuts
Zeinab Suma Jammeh (ou Soumah), née le 5 octobre 1977 à Rabat au Maroc⁣, est la fille d'Alhaji Ibrahima et de Rhimou El Hassady Soumah, mort en 2011. Elle est mère de deux enfants : Mariam Jammeh, née le 02 juillet 2000, et Muhammed Yahya Jammeh, né fin 2007,,.

### Parcours
En septembre 2019, les conclusions de la Commission Janneh, une commission d'enquête mise en place par le gouvernement Barrow pour examiner les activités financières de l'ancien président Yahya Jammeh, ont été rendues publiques. Le rapport indique que la Première dame a détourné des fonds publics de la Gambie d'un montant de 3,3 millions de Dalasi et de 2 millions de dollars américains via sa fondation.